# Reticolo monoclino semplice

Rappresentazione della cella M

Il reticolo monoclino semplice (o reticolo M) è uno dei 14 reticoli di Bravais, appartenente al sistema monoclino.